# Kroatiska nationalteatern i Rijeka
Kroatiska nationalteatern i Rijeka, formellt Ivan pl. Zajcs kroatiska nationalteater i Rijeka (kroatiska: Hrvatsko narodno kazalište Ivana pl. Zajca u Rijeci), vanligen kallad HNK Rijeka, är en teater, opera- och baletthus i Rijeka i Kroatien. Teatern är uppkallad efter den Rijekafödda kompositören och dirigenten Ivan Zajc. 
Den Kroatiska nationalteatern i Rijeka invigdes 1883 och är en av sex nationalteatrar i Kroatien. De övriga fem ligger i Zagreb, Split, Osijek, Varaždin och Zadar.

## Historia
Den första teaterbyggnaden i Rijeka, dåvarande Fiume vilket tidigare var stadens officiella italienska namn, uppfördes 1765. I slutet av 1700-talet påbörjades byggnationen av en ny teater. Den nya teatern invigdes 1805 av den lokala handelsmannen Andrija Ljudevit Adamić (Andrea Lodovico Adamich). Under de nästkommande 80 åren gästspelade främst italienska och i mindre utsträckning tyska teatergruppen vid teatern.
I slutet av 1800-talet eldhärjades flera teaterbyggnader i Europa. Inom Dubbelmonarkin började allt fler städer vidta säkerhetsåtgärder för att förhindra bränder. I Rijeka, en av Österrike-Ungerns viktigare hamnstäder, vidtog den kommunala ledningen åtgärder med hänsyn till vad som skett annorstädes. Teaterbyggnaden från 1805 ansågs inte uppfylla alla krav ur brandsäkerhetssynpunkt. 1883 fattade kommunen under ledning av borgmästaren Giovanni de Ciotta, barnbarn till Adamić, beslutet om att riva den gamla byggnaden och samtidigt uppföra en ny teaterbyggnad vid det dåvarande Ürmeny-torget. Den nya byggnaden skulle vara modern, samtida och uppfylla mellaneuropeisk standard. Arbetet tilldelades den välrenommerade wienska arkitektbyrån Fellner & Helmer som vid tiden stod bakom uppförandet av flera teatrar och operahus i Europa, däribland operan i Graz och Theater an der Wien. Den 3 oktober 1885 invigdes den nya teaterbyggnaden.

## Arkitektur
Byggnaden som är uppförd i barockstil ritades av de österrikiska arkitekterna Ferdinand Fellner och Hermann Helmer. Byggnadens ornamentala utsmyckningar är gjorda av den venetianske skulptören August Benvenuti. Takmålningarna är gjorda av den österrikiska målaren Franz von Matsch i samarbete med bröderna Gustav och Ernst Klimt.
Vid teaterbyggnadens huvudentré finns en park med en fontän och skulptur av den kroatiska skulptören Dušan Džamonja. I parken finns även en skulptur föreställande Ivan Zajc.